# Badminton aux Jeux européens de 2023
Navigation
Minsk 2019 Istanbul 2027
Le badminton aux Jeux européens de 2023 se déroule à la Jaskolka Arena, à Tarnów, en Pologne, du 26 juin au 2 juillet 2023. 
Cinq épreuves sont au programme avec un maximum de 160 joueurs européens pouvant se qualifier : 32 athlètes pour les simples hommes et femmes, 16 paires pour les doubles hommes, femmes et mixtes.
La qualification est déterminée par les listes du classement mondial BWF du 28 mars 2023. Les anciens médaillés des épreuves du simple messieurs et du simple dames du FOJE 2022 à Banska Bystrica se voient attribuer chacun une place pour ces Jeux européens de 2023.
La compétition fait aussi office de Championnats d'Europe de badminton.
Les cinq épreuves disputées comptent pour le classement mondial BWF, le nombre de points attribués étant équivalent à ceux attribués lors des Championnats continentaux, et comptent donc pour la qualification aux Jeux olympiques de Paris en 2024.

## Médaillés
| Épreuve                           | Or                                                   | Argent                                           | Bronze                                         |
| --------------------------------- | ---------------------------------------------------- | ------------------------------------------------ | ---------------------------------------------- |
| Simple hommes résultats détaillés | Viktor Axelsen                                       | Christo Popov                                    | Misha Zilberman                                |
| Simple hommes résultats détaillés | Viktor Axelsen                                       | Christo Popov                                    | Toma Junior Popov                              |
| Simple dames résultats détaillés  | Carolina Marín                                       | Mia Blichfeldt (en)                              | Kirsty Gilmour                                 |
| Simple dames résultats détaillés  | Carolina Marín                                       | Mia Blichfeldt (en)                              | Jenjira Stadelmann                             |
| Double hommes résultats détaillés | Danemark- Kim Astrup - Anders Skaarup Rasmussen (en) | Grande-Bretagne- Ben Lane (en) - Sean Vendy (en) | Grande-Bretagne- Alexander Dunn - Adam Hall    |
| Double hommes résultats détaillés | Danemark- Kim Astrup - Anders Skaarup Rasmussen (en) | Grande-Bretagne- Ben Lane (en) - Sean Vendy (en) | France- Christo Popov - Toma Junior Popov      |
| Double dames résultats détaillés  | Bulgarie- Gabriela Stoeva (en) - Stefani Stoeva (en) | Pays-Bas- Debora Jille (en) - Cheryl Seinen      | France- Margot Lambert - Anne Tran             |
| Double dames résultats détaillés  | Bulgarie- Gabriela Stoeva (en) - Stefani Stoeva (en) | Pays-Bas- Debora Jille (en) - Cheryl Seinen      | Allemagne- Linda Efler - Isabel Lohau          |
| Double mixte résultats détaillés  | Pays-Bas- Robin Tabeling (en) - Selena Piek (en)     | France- Thom Gicquel - Delphine Delrue           | Danemark- Mathias Christensen - Alexandra Bøje |
| Double mixte résultats détaillés  | Pays-Bas- Robin Tabeling (en) - Selena Piek (en)     | France- Thom Gicquel - Delphine Delrue           | Grande-Bretagne- Marcus Ellis - Lauren Smith   |

## Tableau des médailles
| Rang  | Nation          | Or | Argent | Bronze | Total |
| ----- | --------------- | -- | ------ | ------ | ----- |
| 1     | Danemark        | 2  | 1      | 1      | 4     |
| 2     | Pays-Bas        | 1  | 1      | 0      | 2     |
| 3     | Bulgarie        | 1  | 0      | 0      | 1     |
| 3     | Espagne         | 1  | 0      | 0      | 1     |
| 5     | France          | 0  | 2      | 3      | 5     |
| 6     | Grande-Bretagne | 0  | 1      | 3      | 4     |
| 7     | Allemagne       | 0  | 0      | 1      | 1     |
| 7     | Israël          | 0  | 0      | 1      | 1     |
| 7     | Suisse          | 0  | 0      | 1      | 1     |
| Total | Total           | 5  | 5      | 10     | 20    |